# Paryk
Paryk (af fransk: perruque) er løst hår fæstet til en kalot, som helt eller delvis dækker hovedet. Brug af paryk har været kendt i historisk tid og var især på mode i Det gamle Ægypten og i Europa mellem 1650 og 1800-tallet. Både for mænd og kvinder. Parykken er brugt til religiøse ritualer. I dag bruger britiske advokater og dommere paryk i retten. Mange parykker blev lavet af menneskehår; i dag fremstilles parykker også af hestehår, uld, fjer, bøffelhår og kunstigt hår.